# Victor Crone
Victor Fritz-Crone (Österåker, 31 de janeiro de 1992) também conhecido como Vic Heart, é um cantor e guitarrista sueco. Ele representou  a Estónia no Festival Eurovisão da Canção 2019 em Tel Aviv com a música "Storm" terminado em 20º lugar .